# Desmos (計數機)
Desmos是一款以TypeScript和JavaScript编写的高级图形计算器，以网页应用和移动应用的形式提供。

## 历史
Desmos由毕业于耶鲁大学、拥有数学与物理双学位的伊莱·卢贝罗夫创立，并于2011年在TechCrunch纽约“颠覆”大会（Disrupt New York conference）上作为一家初创公司首次亮相。截至2012年9月，该公司已获得来自Kapor Capital、Learn Capital、Kindler Capital、Elm Street Ventures以及Google Ventures约100万美元的投资。
Desmos的名字来源于希腊词 δεσμός (desmós)，意为“联结”或“纽带”。
2022年5月，Amplify收购了Desmos课程和teacher.desmos.com网站，约有50名员工因此加入了Amplify。Desmos Studio则被分拆为一家独立的公益公司，专注于开发计算器产品和其他数学工具。
2023年5月，Desmos发布了一个重制版几何工具的测试版。用户可在其中绘制几何图形，并能结合常规图形计算器的表达式，使用一些额外的功能。同年9月，Desmos又发布了一款3D计算器的测试版，在2D计算器的基础上增加了向量积（叉积）、偏导数以及双变量参数方程等功能。

## 功能

用Desmos绘制的朱利亚集合，其中

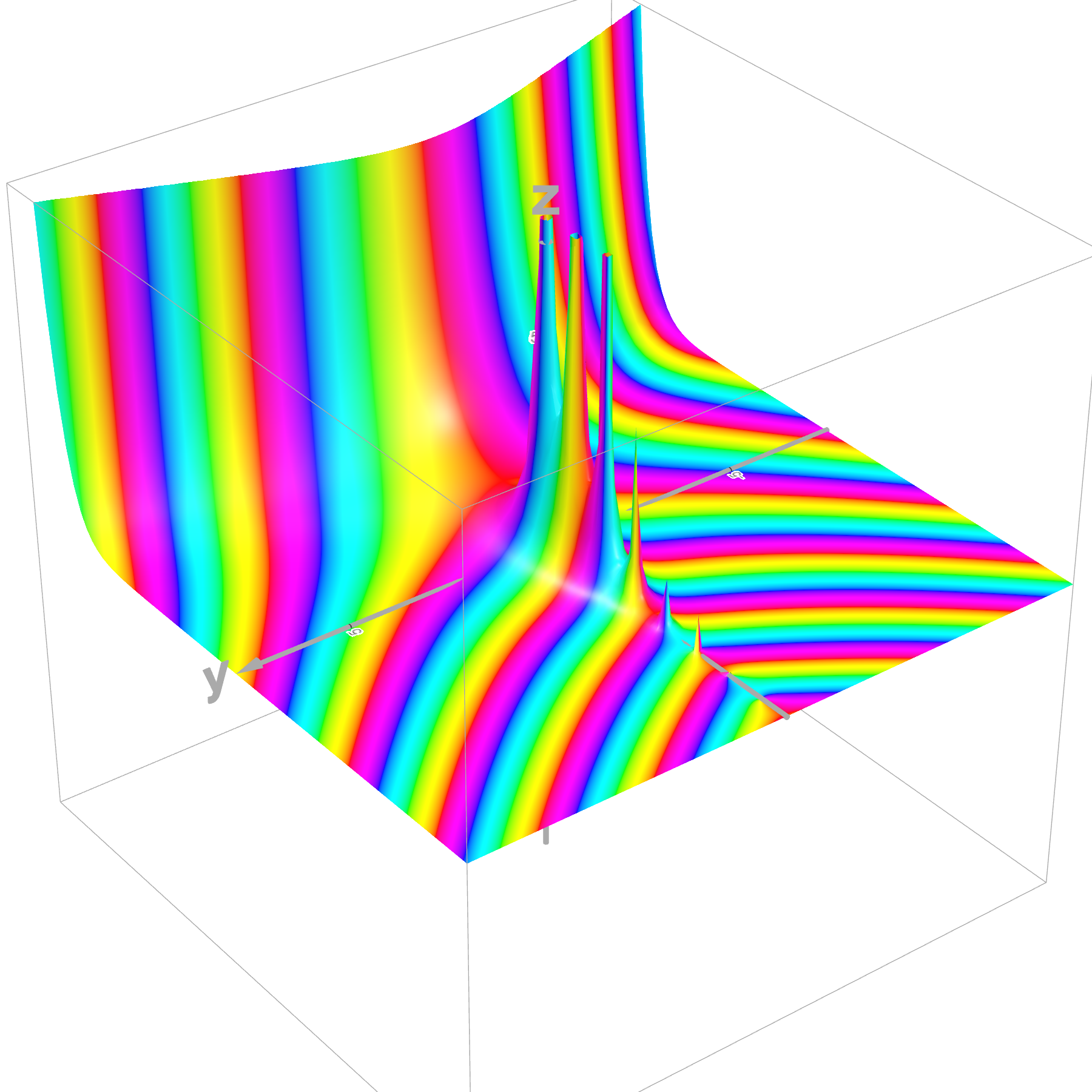
用Desmos 3D绘制的复平面上的Γ函数

Desmos能够绘制方程和不等式，还具备列表、数据点绘制、回归分析、可交互变量、图象定义域与值域的限制、同步绘图、分段函数绘图、递归函数绘图、极坐标函数绘图、两种不同类型的坐标网格等功能，以及可编程计算器常见的其他计算功能。此外，它还支持多种语言。
Desmos同样支持导数和积分等微积分运算，但目前尚不具备直接求极限的功能。它支持上下限为{\displaystyle \pm \infty }的定积分，级数也可以进行足够高次数的迭代求和。自2020年以来，还陆续引入了其他函数，如三角函数及其他超越函数、误差函数、阶乘，以及包括正态分布、卡方分布、前述的回归分析、随机函数和递归函数在内的多种统计运算功能。2023年11月，Desmos赋予了用户为图形添加声音的能力，允许他们生成具有给定频率和增益的音调。
用户可以创建账户，并将他们创建的图形和图表保存其中。 保存后，用户可以生成一个永久链接，用于分享自己的作品，并可选择将其提交以供“员工精选”（staff picks）的评选。该工具还预置了36个不同的示例图形，旨在向新用户介绍工具本身的使用方法及其背后所涉及的数学知识。
2017年4月，Desmos又发布了一款基于浏览器的2D交互式几何工具，支持绘制点、线、圆和多边形等。2023年5月，Desmos发布了第二款更为强大的的几何计算器的测试版。
该计算器的另一项广受欢迎的用途是利用方程和不等式进行图形艺术创作。一些作品运用了参数化等方式实现例如3D的效果；自2020年底引入RGB和HSV色彩模式后，用户更能创作出带有自定义颜色的艺术作品，还可以为复变函数进行定义域着色。随着新的性能更新，现在已可以在Desmos上绘制包含曼德博集合和“鸭子分形”（Ducks fractal）在内的复杂图形。模拟和计时器等功能也让用户能够创作出可实际操作的互动游戏。这些功能的应用在Desmos的年度艺术大赛中有所体现。
Desmos还提供其他服务：科学计算器、四则运算计算器、矩阵计算器、几何工具、几何计算器、3D图形计算器以及Desmos考试模式。

## 应用
Desmos计算器的一个修改版已被用于多种考试，例如“德克萨斯州学业准备评估测试”（STAAR）、弗吉尼亚州“学习标准测试”（SOL）、“加州学生表现与进步评估”（CAASPP）以及SAT。2025年的AP考试中，所有要求或允许使用计算器的科目都将提供Desmos计算器，但AP统计学（AP Statistics）课程以及在堪萨斯州或新泽西州举行的考试除外。教师可以通过教师账户创建课堂活动模块，从而实时查看学生们的解题过程与回答。
其商业模式包括与出版商、评测公司和教育机构建立付费合作伙伴关系。许多采用IB课程体系的学校所使用的考试网站AssessPrep，也内置了Desmos的计算器和图形功能。